# Gallium(III)-fluorid
Gallium(III)-fluorid ist eine chemische Verbindung des Galliums aus der Gruppe der Fluoride.

## Gewinnung und Darstellung
Gallium(III)-fluorid kann durch Reaktion von Gallium mit Fluorwasserstoff gewonnen werden.
{\displaystyle \mathrm {2\ Ga+6\ HF\longrightarrow 2\ GaF_{3}+3\ H_{2}} }
Auch die Herstellung durch Thermolyse von Ammoniumhexafluoridogallat in einem Fluorgasstrom ist möglich.
{\displaystyle \mathrm {(NH_{4})_{3}[GaF_{6}]\longrightarrow GaF_{3}+3\ NH_{4}F} }
Das Trihydrat GaF3·3H2O lässt sich durch Reaktion von Gallium(III)-hydroxid oder Gallium(III)-oxid mit Fluorwasserstoff gewinnen.

## Eigenschaften
Gallium(III)-fluorid ist ein farbloser Feststoff, der gegen kaltes und heißes Wasser beständig ist. In Wasser ist Gallium(III)-fluorid (im Gegensatz zu seinem Trihydrat) sehr wenig löslich. Es lässt sich in einer Stickstoff-Schutzatmosphäre oberhalb von 800 °C unzersetzt sublimieren. Durch Entwässern des Trihydrats lässt sich weder an Luft, noch im Vakuum, noch in einem Fluorgasstrom oxidfreies Gallium(III)-fluorid herstellen. Gallium(III)-fluorid besitzt analog zu Aluminiumfluorid eine polymere Kristallstruktur, die einer verzerrten Rhenium(VI)-oxid Struktur gleicht (trigonale Struktur, Raumgruppe R3c (Raumgruppen-Nr. 167), a = 5,012 Å, c = 12,99 Å). Gallium (III)-fluorid  bildet wie Aluminiumfluorid Komplexverbindungen.

## Verwendung
Gallium(III)-fluorid wird zur Herstellung von Fluorgallatgläsern für optische Zwecke verwendet.